# (48794) Stolzová
(48794) Stolzová – planetoida z pasa głównego asteroid okrążająca Słońce w ciągu 4 lat i 307 dni w średniej odległości 2,86 j.a. Została odkryta 5 października 1997 roku w Obserwatorium Kleť w pobliżu Czeskich Budziejowic przez Janę Tichą i Miloša Tichego. Nazwa planetoidy pochodzi od Terezy Stolzovej (1834–1902), czeskiej sopranistki. Przed jej nadaniem planetoida nosiła oznaczenie tymczasowe (48794) 1997 TY8.